# Представники українського футболу з найбільшою кількістю матчів у єврокубках
Список представників українського футболу, які провели найбільшу кількість матчів у єврокубкових турнірах (надається зведена статистика, тобто голи у всіх євротурнірах):

## Список
станом на 20 серпня 2011 року:
| №.     | футболісти            | сезон (и) | клуб (матчі)                          | матчів |
| ------ | --------------------- | --------- | ------------------------------------- | ------ |
| 1.     | Олександр Шовковський | 1994—2011 | Динамо (113)                          | 113    |
| 2.     | Дарійо Срна           | 2003—2011 | Шахтар (82)                           | 82     |
| 3.     | Олег Блохін           | 1972—1987 | Динамо (79)                           | 79     |
| 4.     | Резван Рац            | 2003—2011 | Шахтар (78)                           | 78     |
| 5.     | Валентин Белькевич    | 1997—2008 | Динамо (73)                           | 73     |
| 6-7.   | Сергій Ребров         | 1992—2008 | Динамо (72)                           | 72     |
| 6-7.   | Максим Шацьких        | 1999—2009 | Динамо (72)                           | 72     |
| 8.     | Андрій Воробей        | 1997—2011 | Шахтар (54), Дніпро (5), Металіст (8) | 67     |
| 9.     | Жадсон                | 2005—2011 | Шахтар (70)                           | 70     |
| 10.    | Андрій Гусін          | 2000—2011 | Динамо (66)                           | 66     |
| 11-12. | Андрій Несмачний      | 1999—2011 | Динамо (63)                           | 63     |
| 12-12. | Томаш Хюбшман         | 2004—2011 | Шахтар (63)                           | 63     |
| 13-14. | Владислав Ващук       | 1994—2008 | Динамо (62)                           | 62     |
| 13-14. | Маріуш Левандовський  | 2001—2010 | Шахтар (62)                           | 62     |